# Дикран великий
Дикран великий (Dicranum majus) — вид мохів порядку дикранальних (Dicranales).

## Поширення
Батьківщиною є Європа, Північна Америка, Азія.

## Характеристика
Рослини в пухких пучках, від зелених до світло-зелених, глянцевих або дещо тьмяних. Стебла 3–16 см, голі чи з кількома білуватими ризоїдами, рідше помірно запушені, ризоїди (мікронемати) рядами над кожним листом. Листки дещо розсіяні, серпувато-однобічні чи прямовисні, мало змінені при висиханні, зазвичай гладкі, (6)8–11.5(15) × 1–2 мм, увігнуті проксимально, трубчасті зверху, від ланцетної до яйцювато-ланцетної основи, поступово звужена до довгої, серпувато-однобічної чи прямої, гострої верхівки; краї зазубрені в дистальній половині, іноді злегка зазубрені зверху до майже цілих. Коробочкові ніжки 2.5–5 см, зібрані, по 2–5 на перихетій, рідко поодинокі, від жовтого до світло-коричневого. Коробочка 2–3.5 мм, дугаста, нахилена до горизонталі, в сухому стані гладка до слабосмугастої, темно-коричнева чи жовтувато-бура. Спори 14–19 мкм. Капсули дозрівають навесні.